# Charles Trüb
Charles Trüb (* 18. Mai 1925 in Zürich; † 17. März 2020 ebenda) war ein Schweizer Kunstmaler.

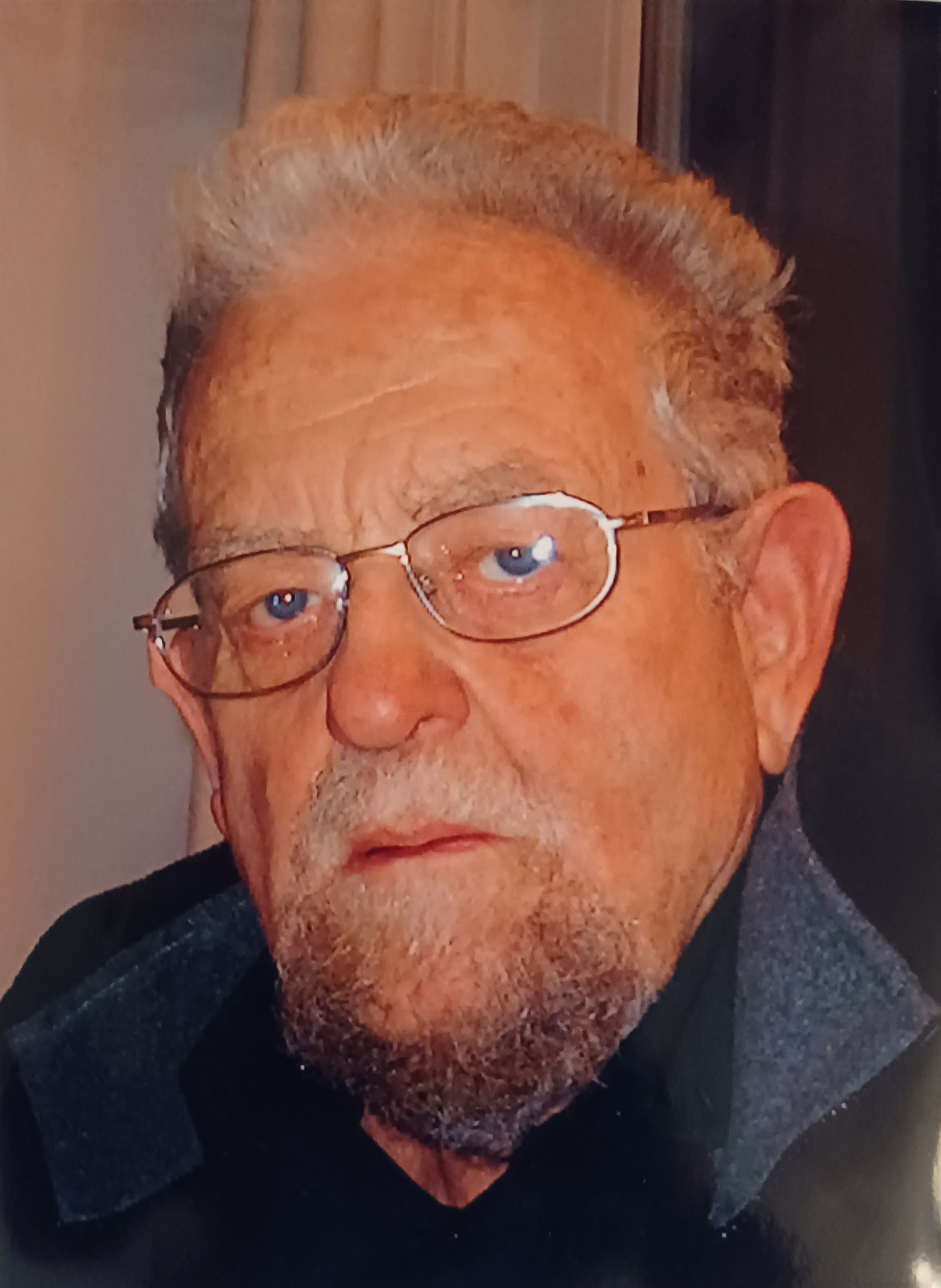
Charles Trüb

## Leben
Charles Trüb verbrachte Kindheit und Schulzeit in der Schweiz und Südfrankreich, wohin er mit seinen Eltern und drei Brüdern 1936 ausgewandert war. Seine Eltern führten ein Bauerngut in der Region Provence-Alpes-Côte d’Azur.
1944 kehrte er in die Schweiz zurück und erwarb ein Diplom der kantonalen landwirtschaftlichen Schule Strickhof in Bülach und das Handelsdiplom der Handelsschule Juventus Zürich.
Ab 1948 widmete er sich der Malerei als Schüler von Alfons Grimm. 1956–1958 besuchte er die École nationale supérieure des beaux-arts de Paris und die Académie de la Grande Chaumière. Es folgten Reisen und Studienaufenthalte in Deutschland, Österreich, Belgien, Grossbritannien, Elba, Griechenland, Spanien, den USA, Italien, Marokko, Mexico, Bretagne, Portugal, der Türkei und Jugoslawien.
1965 heiratete er Doris Braunbarth und liess sich in Zürich nieder. Bis kurz vor seinem Tod kehrte er jedes Jahr für mehrere Wochen nach Südfrankreich zurück, um zu malen. Nebst den Landschaften Südfrankreichs waren die Schweizer Alpen häufiges Motiv des passionierten Alpinisten.
Sein Œuvre umfasst mehrere tausend Werke in verschiedensten Techniken: Aquarell, Öl, Eitempera, Acrylfarbe, Holzschnitt, Zeichnung. Dazu kommen mehrere Wandbilder im öffentlichen Raum und ein Rundbogen-Glasfenster der Johanneskirche Zürich (Industriequartier).
Charles Trüb sei nie mit der Mode, wohl aber mit der Zeit gegangen, sagte ein Kritiker. In über 200 Ausstellungen im In- und Ausland konnte er seine Werke präsentieren. Er engagierte sich als Vorstands- und Jurymitglied in verschiedenen Organisationen, u. a. in der Gesellschaft Schweizerischer Maler und Bildhauer und der Kulturkommission des Schweizer Alpen-Clubs.
In Vars, Département Hautes-Alpes, wurde eine Allee auf den Namen von Charles Trüb benannt.

## Publikationen
- Eine Stimme in der Nacht. Text Walter Gort. Verlag A. R. Flury, Zürich 1971.

## Einzelausstellungen (Auswahl)
- 1957: Städtische Kunstkammer Strauhof, Zürich
- 1960: Galerie Wils, Paris
- 1960: Foyer des Artistes, Paris
- 1968: Galerie Vidal, Paris
- 1971: Galerie Prisma, Zürich
- 1971: Foyer des Kulturzentrums Migros, Zürich
- 1971: Galerie Trudelhaus, Baden
- 1973: Holzschnitte, Galerie Parnasse, Paris
- 1974: Fünf Zürcher Maler im Musée de Saint-Maur, Paris (Secondo Püschel, Franz Anatol Wyss, Karl Guldenschuh, Alex Sadkowsky und Charles Trüb)
- 1975: Sigristenkeller, Bülach
- 1976: Kommunale Galerie im Rathaus von Neu-Isenburg (Frankfurt)
- 1977: Musée de Saint-Maur bei Paris (Holzschnitte)
- 1979: Sigristenkeller, Bülach
- 1983: Kunstfoyer Oerlikon, GSMBA und Klubschule Migros, Zürich
- 1984: Kantonsschule Schüpfheim
- 1985: Kulturforum Industrie-Zürich, Entwürfe für die Glasfenster in der Johanneskirche in Zürich 5
- 1990: Sigristenkeller, Bülach
- 1991: Kantonsschule Schüpfheim/Kunstverein Amt Entlebuch
- 1992: Casa Pala, San Vittore GR
- 1995: Coll-Art Galerie Zürich-Leben, Zürich
- 1996: Sigristenkeller, Bülach
- 1997: Foyer Stadthaus Uster, Chant des Alpilles
- 2000: Paulus-Akademie Zürich, 75 Jahre Charles Trüb